# Kronocki Rezerwat Biosfery
Kronocki Rezerwat Biosfery (ros. Кроноцкий государственный природный биосферный заповедник, trl. Kronockij gosudarstwiennyj prirodnyj biosfiernyj zapowiednik) – ścisły rezerwat przyrody (zapowiednik) w Rosji, w Górach Wschodnich na półwyspie Kamczatka.
Założony w 1934, zlikwidowany w 1951 r., reaktywowany w 1959 r. i powtórnie zlikwidowany w 1961. Po raz kolejny utworzono go w 1967 r. w dawnych granicach, miał wówczas 964 tys. ha. W 1982 r. do rezerwatu dołączono 3 milowej szerokości pas wód przybrzeżnych o powierzchni 135 000 ha, a w 1992 r. powiększono część lądową o 43 134 ha.
Rezerwat obejmuje głównie obszar lądowy (o powierzchni 1 012 619, 37 ha), ale także wąski pas wód morskich wzdłuż brzegu o powierzchni 135 000 ha.
Na terenie rezerwatu dominuje krajobraz górzysty, w tym wulkaniczny. Jest tu 8 aktywnych wulkanów. Największym spośród licznych jezior rezerwatu jest jezioro Kronockie o powierzchni 242 km².
Pierwotnie rezerwat założono w 1934 r. głównie celem ochrony populacji soboli (podgatunek Martes zibellina kamtschadalica, soból kamczacki). Na terenie rezerwatu szacowano w 2013 r. populację sobola kamczackiego na 2700 sztuk (wcześniejsza wieloletnia liczebność 2000–2200 sztuk). Występuje też tutaj duża populacja niedźwiedzi brunatnych, szacowana w 2013 r. na 831 sztuk.
W obrębie rezerwatu udokumentowano (na 2013 r.) 767 gatunków roślin naczyniowych, 103 gatunki ryb (włącznie z morskimi), 1 gatunek płaza (kątoząb syberyjski).
Na terenie rezerwatu występuje wiele ściśle chronionych gatunków z rosyjskiej Czerwonej Księgi, w tym 11 gatunków roślin, 35 gatunków ptaków i następujące ssaki: biały niedźwiedź, 8 gatunków waleni, uchatek grzywiasty, kałan morski i podgatunek foki pospolitej Phoca vitulina stejnegeri.
Na terenie rezerwatu znajduje się Dolina gejzerów z ponad 40 gejzerami.
Od 1985 r. rezerwat biosfery, a od 1996 roku razem z Rezerwatem przyrody „Jużno-Kamczatskim” wpisany na listę Światowego Dziedzictwa UNESCO pod nazwą „Wulkany Kamczatki” .
Posiada wspólną dyrekcję z Rezerwatem przyrody „Jużno-Kamczatskim” i Rezerwatem Koriackim, która znajduje się w miejscowości Jelizowo.